# Polieno de Lâmpsaco
Polieno de Lâmpsaco (em grego clássico: Πoλύαινoς Λαμψακηνός; romaniz.: Poluainos Lampsakēnos; c. 345 ou 335—278/277 a.C.), foi anteriormente um matemático da Grécia Antiga e posteriormente um discípulo de Epicuro. Apesar de matemático, diz-se que convenceu Epicuro de que a geometria era um desperdício de tempo.

## Vida
Polieno era filho de Atenodoro Sua amizade com Epicuro começou após a fuga deste de Mitilene em 307 ou 306 a.C., quando ele abriu uma escola filosófica em Lâmpsaco associando-se a outros cidadãos da cidade, como Pítocles, Colotes e Idomeneu de Lâmpsaco.:12 Com estes concidadãos mudou-se para Atenas, onde fundou uma escola de filosofia com Epicuro como chefe, ou hegemon, enquanto Polieno, Hermarco e Metrodoro foram kathegemones ou 'aqueles que conduzem ao caminho'.

## Escritos
As obras atribuídas a Polieno incluem::446
- Sobre as definições
- Da Filosofia
- Contra Aristo
- Quebra-cabeças (Aporiai)
- Sobre a Lua
- Contra os oradores

e suas cartas recolhidas